# 함흥 학살 사건
함흥 학살 사건(咸興虐殺事件)은 김일성의 지시에 의해 자행된 함경남도 함흥시에서의 학살 사건이다. 희생자는 대략 1만 2천여 명(납치 및 실종자 제외)으로 추산된다. 주로 총살, 우물 생매장, 투석을 통해 학살했으나, 반룡산(盤龍山) 방공굴의 경우 폭사(爆死)를 시키기도 했다.

## 희생자 내역[1]
- 함흥감옥 - 700명
- 충령탑 지하실 - 200명
- 정치보위부가 있는 3곳의 지하실 - 300명
- 덕산의 니켈 광산 - 6,000명
- 반룡산 방공굴 - 8,000여 명

1950년 10월 함흥에서 일어난 집단학살

## 참고 자료
- 박계주, 《자유공화국 최후의 날》: 2. 지옥유폐 130일-원산 대학살 사건의 전모, 1955년, 正音社

## 같이 보기
- 한국 전쟁
- 원산 학살 사건
- 해주 학살 사건
- 평양형무소 학살
- 대전형무소 학살